# Virgil van Dijk
Virgil van Dijk (hollandsk (Nederlandsk udtale: [vɑn ˈdɛik]; født 8. juli 1991) er en hollandsk fodboldspiller, der spiller som midterforsvare for den engelske Premier League-klub Liverpool F.C., og som er anfører for Hollands fodboldlandshold. Van Dijk betragtes som en af de bedste forsvarsspillere i verden, og er kendt for sin styrke, lederegenskaber og evne til at vinde hovedstødsdueller. Han er den eneste forsvarsspiller, der har vundet UEFA Men's Player of the Year Award, og han har været næstbedst i afstemningerne om Ballon d'Or og Best FIFA Men's Player.
Van Dijk skiftede til Liverpool fra Southampton for 630 mio. kr. (£75 mio.). En handel der gjorde ham til den dyreste forsvarsspiller nogensinde på daværende tidspunkt.
Van Dijk fik debut for det hollandske landshold i 2015 og blev kaptajn for sit hjemland i 2018.

## Klubkarriere

### Groningen
Van Dijk blev født i Breda. Han startede sin karriere i Willem II, men efter én sæson skiftede han til FC Groningen i 2010 på en fri transfer. Han fik sin professionelle debut for Groningen, da han blev skiftet ind i det 72. minut i en 4-2 sejr over ADO Den Haag 1. maj 2011.
I løbet af 2011–12 sæsonen optrådte Van Dijk 23 gange for Groningen i Eredivisie og scorede samtidigt sit første professionelle mål i en 6-0 sejr over Feyenoord 30. oktober 2011. I alt nåede Van Dijk at score 7 mål i sine to sæsoner for Groningen.

### Celtic
2013–14 sæsonen
Den 21. juni 2013 skrev Van Dijk under på en fireårig aftale med Celtic i en handel til 22 mio. kr. (£2,6 mio.). Han fik sin debut for klubben 17. august, da han blev skiftet ind 13. minutter før tid i en 2-0 sejr over Aberdeen. En uge senere fik han sin første start for klubben i en 2-2 kamp mod Inverness Caledonian Thistle F.C. hjemme på Celtic Park. Den 9. november scorede Van Dijk sit første mål for klubben, da han scorede to i en 4-1 sejr over Ross County.
Van Dijk scorede yderligere en række mål i 2013–14 sæsonen og endte med at komme på årets hold i den skotske liga for sæsonen.
2014–15 sæsonen
Den 22. juli 2014 scorede både Van Dijk og Teemu Pukki to mål hver i en 4-0 sejr hjemme over KR Reykjavik i Champions League-kvalifikationen. Hans første mål i ligaen kom 9. november, da han scorede i sidste minut til 2-1 mod Aberdeen.
Igen nåede Van Dijk at score en række yderligere mål for Celtic, og for andet år i træk blev han inkluderet på årets hold i den skotske liga.
I alt scorede Van Dijk imponerende 15 mål i 115 kampe for klubben.

### Southampton
Den 1. september 2015 skrev Van Dijk under på en femårig kontrakt med Premier League-klubben Southampton F.C. i en handel til 109 mio. kr. (£13 mio.). Han fik sin debut for klubben 12. september i en 0-0 kamp ude mod West Bromwich Albion. To uger senere markerede han sin tredje kamp for klubben med sin første scoring for klubben, da han scorede med hovedet i en 3-1 sejr over Swansea City.
Den 7. maj 2016 skrev Van Dijk under på en ny seksårig aftale med Southampton. Den 22. januar 2017 blev han udnævnt som kaptajn for holdet, efter at José Fonte forlod klubben. Den samme dag blev han dog også skadet og kunne derfor ikke spille ligacup-finalen 2017 mod Manchester United.
Efter en succesfuld 2016–17 sæson blev Van Dijk rygtet kraftigt til andre klubber, hvor især Liverpool viste interesse. I sommeren 2017 måtte Liverpool dog undskylde deres ulovlige interesse i spilleren og valgte derefter ikke længere at forsøge at hente Van Dijk til klubben. Den 7. august indleverede Van Dijk dog en transferanmodning til Southampton og udtalte samtidigt, at han ønskede at skifte i sommertransfervinduet 2017.
På trods af dette skiftede Van Dijk dog aldrig klub og blev indtil videre i Southampton. Han fik dog comeback for klubben siden sin skade i januar, da han blev skiftet ind i en 1-0 sejr over Crystal Palace 26. september 2017. Hans sidste optræden for klubben kom 13. december 2017 i et 4-1 nederlag hjemme til Leicester City.

### Liverpool
Den 27. december 2017 blev det offentliggjort, at Liverpool havde købt Van Dijk fra Southampton for 630 mio. kr. (£75 mio.), hvilket gjorde ham til verdens dyreste handlede forsvarsspiller.
2017–18 sæsonen
Van Dijk fik sin debut for Liverpool 5. januar i tredje runde af FA Cup og scorede samtidigt det afgørende mål til 2-1 på hjørnespark mod ærkerivalerne fra Everton. Han blev dermed den første spiller siden Bill White i 1901 til at score i sin debut i et Merseyside derby.
Van Dijk blev også inkluderet i Liverpools Champions League-trup, hvor han var med til at føre holdet til Champions League-finalen 2018, hvor Van Dijk og Liverpool dog måtte se sig slået af Real Madrid.
Van Dijk spillede 22 kampe for Liverpool i 2017–18 sæsonen og scorede 1 mål og blev i høj grad rost for at få rettet op på mange af de defensive problemer, som Liverpool tidligere havde døjet med.
Med Liverpool nåede Van Dijk frem til UEFA Champions League-finalen i både 2018 og 2019, hvor de vandt den sidstnævnte. Han blev også kåret til PFA Players' Player of the Year og Premier League Player of the Season i sin første fulde sæson. Van Dijk vandt senere FIFA Club World Cup og UEFA Super Cup og var med til at afslutte klubbens 30-årige ligatiteltørke ved at vinde Premier League i 2019-20.
Van Dijk repræsenterede Holland på U19- og U21-niveau. Han debuterede for Hollands seniorlandshold i 2015 og blev fuldtidskaptajn for landsholdet i marts 2018. Året efter førte Van Dijk Holland til finalen i den første UEFA Nations League, hvor de blev nummer to. Han repræsenterede også Holland ved VM i 2022.

## Privatliv
Van Dijk foretrækker at bruge sit fornavn på sin spillertrøje. Ifølge hans onkel Steven skyldes dette en familiefejde med hans far, Ron van Dijk, som forlod familien under Virgils barndom. Virgil er gift med barndomskæresten Rike Nooitgedagt, og de har fire børn sammen. Van Dijk har kinesisk afstamning. Hans mor, Hellen Fo Sieeuw, er delvis af kinesisk afstamning. Det kinesiske efternavn 'Fo Sieeuw' stammer fra navnet på hans maternelles tipoldefar, Chin Fo Sieeuw (陈火秀), som emigrerede fra Guangdong til Surinam omkring 1920.

## International karriere
Van Dijk fik sin internationale debut for Hollands landshold 10. oktober 2015 i en 2-1 sejr ude over Kasakhstan i en kvalifikationskamp til EM 2016.
Han blev anfører for landsholdet 22. marts 2018, efter at Arjen Robben valgte at stoppe på landsholdet.